# Gottfried von Bülow
Gottfried Johannes Gottlob von Bülow, né le 16 juillet 1831 à Gnadenfrei, arrondissement de Reichenbach et mort le 6 mars 1907 à Stettin, est un historien et archiviste allemand. 

## Biographie
Gottfried von Bülow est issu de la famille noble des von Bülow et est le fils d'un officier prussien. Il est né en 1831 à Gnadenfrei en province de Silésie. Après avoir fréquenté l'école pédagogique de Niesky, il fréquente le séminaire théologique de l'Église morave à Gnadenfeld. Il a d'abord travaillé comme enseignant dans les écoles de l'Église morave en Angleterre, à Niesky, Christiansfeld et Lausanne.
En 1868, il abandonne son poste d'enseignant et rejoint le service des archives prussiennes. Il travaille d'abord aux Archives d'État de Magdebourg, prend un congé de ses études en 1869 et obtient son doctorat à l'Université de Greifswald.
Il commence en 1871 à travailler aux Archives d'État de Stettin en tant qu'assistant puis devient plus tard chef du service. Au cours de son mandat, les archives d'État ont d'abord déménagé des anciens locaux exigus du château ducal de Szczecin, puis ont reçu leur propre bâtiment d'archives en 1900. En 1888 von Bülow reçoit l'Ordre de l'Aigle rouge Classe IV et plus tard la Classe III avec arc. En 1901, il doit abandonner son poste après avoir subi un accident vasculaire cérébral. Il meurt à Stettin en 1907, où il est inhumé dans le cimetière principal.
Bülow a fait des recherches et publié sur l'histoire de la Poméranie et sur l'histoire de sa propre famille. Il a publié de nombreux articles dans l'Allgemeine Deutsche Biographie. Il a été membre de la Société d'histoire, d'antiquité et d'art de Poméranie et a été pendant plusieurs années rédacteur en chef de la revue Baltische Studien.
Il est marié depuis 1871 à Ida von Dewitz, fille du général de division August von Dewitz. Le mariage est resté sans enfant. Le religieux August von Dewitz est son beau-frère.